# Bartholomeus Ghotan
Pour les articles homonymes, voir Bartholomeus.

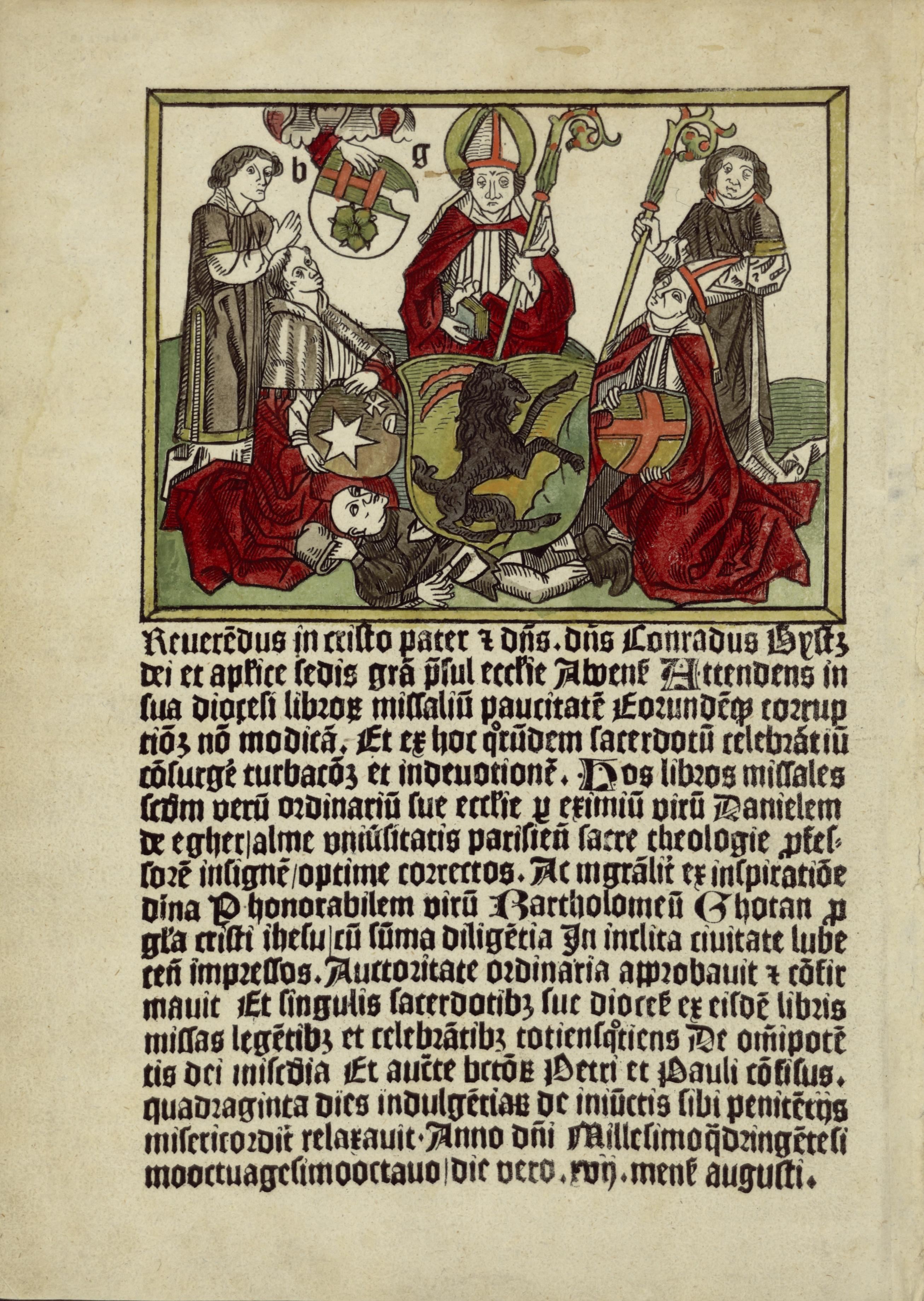
Avant-propos du Missel Aboense avec la marque d'imprimeur de Ghotan, 1488 ; l'illustration montre l'évêque Henri d'Uppsala et son assassin, Lalli.

Bartholomeus Ghotan, mort avant septembre 1496 en Russie, est un imprimeur d'incunables et typographe ayant travaillé à Magdebourg,  Stockholm et Lübeck. Il est connu pour avoir édité le premier livre imprimé en Finlande.

## Biographie
On ne connaît pas son enfance et sa jeunesse ; on suppose qu'il a pour sœur l'éditrice et imprimeur suédoise Anna Fabri (en). On sait de lui qu'il a reçu une formation ecclésiastique car il est mentionné dans plusieurs documents comme étant clerc du diocèse de Magdebourg. Ghotan est considéré comme le premier imprimeur présent à Magdebourg, au moins depuis 1479.
Vers 1484, il s'installe à Lübeck, ville florissante à l'époque grâce au développement de la Hanse, où l'imprimerie connaît un essor particulier sous l'impulsion de l'éditeur Lucas Brandis (de), et devenant le point de départ de l'introduction de l'imprimerie, de l'édition et de la diffusion des livres imprimés dans toute la région de la mer Baltique.
Après deux années fructueuses, Ghotan reprend en 1486 l'atelier de Johann Snell à Stockholm, où il imprime des ouvrages liturgiques. En raison d'un litige, il revient cependant s'installer à Lübeck où il travaille à l'édition du Missale Aboense (de), un missel destiné à l'archidiocèse de Turku en Finlande, sur une commande de l'évêque Konrad Bitz (de). L'ouvrage est considéré comme un monument national finlandais, puisqu'il est le premier livre imprimé et le seul incunable de Finlande.
En 1493, Ghotan part depuis Turku en Russie où il va probablement jusqu'à Novgorod. Il est possible qu'il ait été en contact avec le médecin et théologien Nicolaus Bülow, présent depuis quelque temps en Russie. C'est à Novgorod qu'on perd la trace de Ghotan, il est vraisemblablement mort lors des troubles qui agitent la ville et provoquent la fermeture et la destruction du comptoir de la Hanse du Peterhof par Ivan III. Le chroniqueur lubequois Reimar Kock (de) écrit à ce sujet dans un rapport de 1556 concernant une commande non acceptée de livres de messe destinés à la Russie, que « sur le chemin du retour les Russes lui [Ghotan] ont tout pris et l'ont jeté à l'eau et noyé. ». En ce sens, on ne peut attribuer à Ghotan d'influence avérée sur l'introduction de l'imprimerie en Russie.
En 1496, sa maison de Lübeck est vendu par ses exécuteurs testamentaires ; son atelier et ses caractères typographiques ont probablement été repris par l'imprimeur Steffen Arndes (de).

## Œuvres (sélection)

### Magdeburg
- Almanach de l'année 1479
- Missel Praemonstratense 1479 (Missel pour les Prémontrés)
- Missel Magdeburgense 1480 (Missel de l'Archevêché de Magdebourg)

Il s'agit pour les deux des premiers missels imprimés d'Allemagne, Lucas Brandis en a réalisé les types mobiles.
- Psalterium Canticis 1481 (psaumes et cantiques, réédité à Lübeck en 1485).
- Breviarium Verdense et Hildesemense 1483 (livre d'heures pour les diocèses de Verden et de Hildesheim).

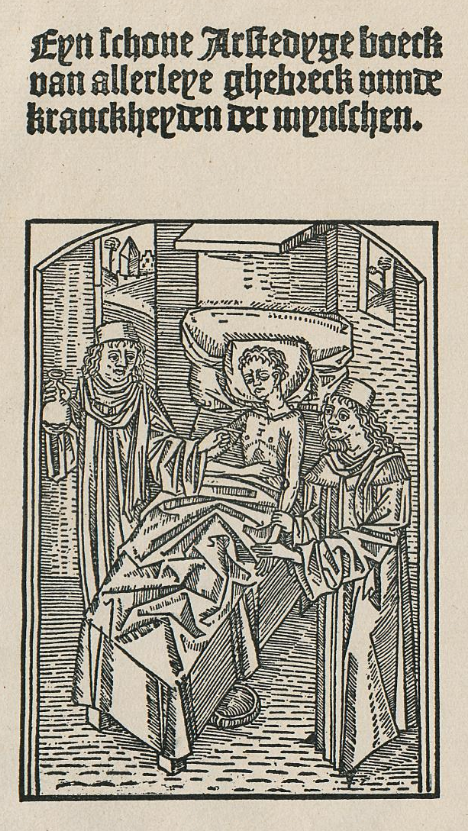
Page de titre du Promptuarium medicinae, Magdebourg, 1483.

- Promptuarium Medicinae :  Eyn schone Arstedyge Boeck, Magdeburg, 1483.
- Martinus Polichius de Mellerstadt : Prognosticatio 1483 1482 (prédictions astronomiques et astrologiques pour l'année de l'érudit Martin Pollich de Nuremberg).

### Lübeck
- Eyn ghud bewert regimente van den pestilencien. (= Valascus de Tarenta : De epidemia et peste) 1484.
- Michael Schrick : Kraft und doghede der branden watere, manuel pour l'élaboration du Brännvin.
- Speculum virtutum en bas-allemand : Dyt bouc ys gheheten de speygel la dogede. (Le Miroir aux Vertus) 1485.
- Sunte Birgittens Openbaringe 1485 (Extrait des révélations de Sainte Brigitte de Suède)

### Stockholm
- Vita der Heiligen Birgitta 1487.
- Manuale Upsalense 1487 (manuel liturgique pour le culte non eucharistique, précédant le rituel romain, pour le diocèse d'Uppsala).
- Missel Strengnense 1487 (Missel pour le Diocèse de Strängnäs).
- Vita cum miraculis b. Katherine 1487 (Vie de sainte Catherine de Suède et narration des miracles faits par son intercession).

### Lübeck

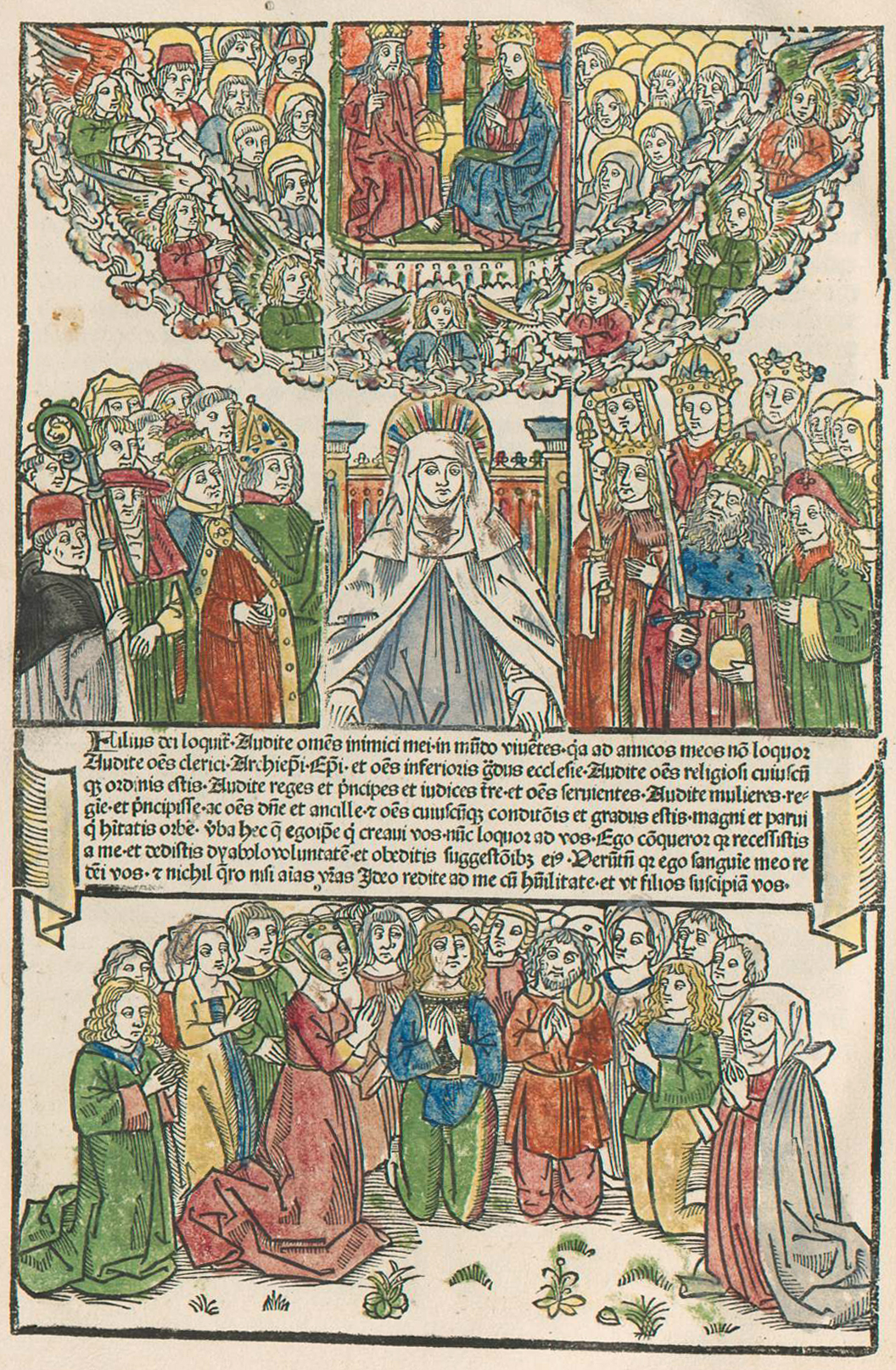
La Vision de Sainte Brigitte de Suède, 1492

- Missel Dominicanum seu Ordinis Praedicatorum, 1488 (Missel de l'ordre des Prêcheurs)
- Missel Aboense, 1488 (Missel pour le diocèse de Turku
- Missel speciale votivale, 1488 (Missel pour offrandes votives)
- Van deme quaden thyranne Dracole Wyda, 1488 ou après, un exemplaire est conservé à la Bibliothèque nationale Széchényi).
- Revelationes Sancte Birgitte, 1492, première édition complète en latin.